# Acerastes accolens
Acerastes accolens är en stekelart som först beskrevs av Cresson 1874.  Acerastes accolens ingår i släktet Acerastes och familjen brokparasitsteklar. Inga underarter finns listade i Catalogue of Life.